# Бюнау, Рудольф фон
Рудольф фон Бюнау (нем. Rudolf von Bünau; 19 августа 1890 — 14 января 1962) — немецкий офицер, участник Первой и Второй мировых войн, генерал пехоты, кавалер Рыцарского креста с Дубовыми листьями.

## Начало военной карьеры
В июле 1909 года поступил на военную службу фанен-юнкером (кандидат в офицеры), в гренадерский полк. С ноября 1910 года — лейтенант.

## Первая мировая война
Командир пулемётного взвода, с сентября 1914 года — командир пулемётной роты. С марта 1915 года — старший лейтенант, с марта 1918 года — капитан. За время войны награждён Железными крестами обеих степеней и ещё двумя орденами.

## Между мировыми войнами
Продолжил службу в рейхсвере. К началу Второй мировой войны — командир пехотного полка, полковник.

## Вторая мировая война
В сентябре-октябре 1939 года — участвовал в Польской кампании, награждён планками к Железным крестам обеих степеней (повторное награждение).
В мае-июне 1940 года — участвовал во Французской кампании. Награждён Рыцарским крестом. С сентября 1940 года — генерал-майор.
С октября 1940 года — командир 177-й запасной дивизии (в Австрии).
С июня 1941 года — заместитель начальника офицерского училища (в Бонне).
С ноября 1941 года на Восточном фронте, командир 73-й пехотной дивизии (в Крыму, затем на реке Миус). Участник решающего штурма Севастополя в июне 1942 года. В 1942 году — бои на Кавказском направлении, с августа 1942 года — в районе Новороссийска. С сентября 1942 года — генерал-лейтенант. В январе 1943 года — за бои в районе Новороссийска награждён Золотым немецким крестом.
С 26 ноября 1943 года — командующий 47-м танковым корпусом.
С февраля 1944 года — командующий 52-м армейским корпусом (на Днепре).
С 20 марта 1944 года — командующий 11-м армейским корпусом (в Карпатах). С мая 1944 года — в звании генерал пехоты. В марте 1945 года — награждён Дубовыми листьями к Рыцарскому кресту.
В апреле 1945 года — командующий войсками в районе Вены. После капитуляции Германии 8 мая 1945 года — взят в американский плен (отпущен на свободу в апреле 1947).

## Награды
- Железный крест 2-го класса (9 сентября 1914) (Королевство Пруссия)
- Железный крест 1-го класса (14 ноября 1914) (Королевство Пруссия)
- Орден Фридриха рыцарский крест 1-го класса с мечами (Королевство Вюртемберг)
- Орден «За военные заслуги» рыцарский крест (Королевство Вюртемберг)
- Почётный крест Первой мировой войны 1914/1918 с мечами (15 января 1935)
- Пряжка к Железному кресту 2-го класса
- Пряжка к Железному кресту 1-го класса
- Медаль «В память 1 октября 1938 года» (1 ноября 1939)
- Медаль «За зимнюю кампанию на Востоке 1941/42» (1 августа 1942)
- Крымский щит (15 сентября 1942)
- Орден Михая Храброго 3-го класса (19 марта 1943) (Королевство Румыния)
- Немецкий крест в золоте (23 января 1943)
- Кубанский щит (1 октября 1944)
- Рыцарский крест Железного креста с дубовыми листьями
  - рыцарский крест (15 августа 1940)
  - дубовые листья (№ 766) (5 марта 1945)
- Орден Иоанна Иерусалимского рыцарь справедливости (Rechtsritter)